# Liste von Persönlichkeiten der Stadt Nejdek
Die Liste der Persönlichkeiten der Stadt Nejdek (deutsch Neudek) in Tschechien enthält Personen, die in der Geschichte der Stadt eine bedeutende Rolle gespielt haben. Es handelt sich dabei um Persönlichkeiten, die hier geboren sind, hier gewirkt haben oder denen die Ehrenbürgerschaft verliehen wurde.

## Ehrenbürger
- Karl Kunzmann (1842–1918), Fabrikant der Spitzenfabrik Anton Gottschald & Comp., Bürgermeister von Neudek, Bezirksobmann
- Josef Pilz (1870–1941), Fachlehrer, Bürgerschuldirektor, Archivar und Heimatforscher

## Söhne und Töchter der Stadt
- Erasmus Zettel (≈1560–1614), Bürger- und Bergmeister, Amtsverwalter und Hauptmann von Neudek
- Katharina von Redern (1553/64–1617), böhmische Adelige
- Hans Rappolt (1563–?), Gewerke, Bürgermeister, Amtsverwalter und Hammerverwalter von Neudek
- Erasmus Pecher (1606–1669), Bürger- und Bergmeister von Neudek
- Peter Elster (1637–1704), Unternehmer, Blaufarbenwerksbesitzer und Rebellenführer im Bauernaufstand von 1680
- Hans Adam Siegel (1638–1679), Waldheger und Förster, Zinnzehnteinnehmer, Bergschreiber und Organist in Platten
- Georg Bernhard Stutzig (1642–1711), Amtmann und Rebellenführer im Bauernaufstand von 1680
- Hans Georg Pöhner (1657–1738), Ratsherr und Bürgermeister von Neudek, Stifter der dortigen Dreifaltigkeits- bzw. Pestsäule
- Ignaz Sichelbarth (1708–1780), Jesuit, Missionar und Maler, war am chinesischen Kaiserhof als Maler tätig
- Anton Ullmann (1732–1807), Bergmeister, Geometer und Chemiker
- Wenzel Linck (1736–1797), Jesuit und Missionar in Baja California in Mexiko
- Kaspar Ullmann (1767–1853), Bergmeister, Geometer, Landmesser, k. k. Filialzehnteinnehmer und Instrumentenbauer
- Franz Waldöstl (1793–1871), Stadtrichter, Schulaufseher und Schützenhauptmann von Neudek
- Franz Ullmann (1800–1864), gewerkschaftlicher Schichtmeister, Bergverwalter und letzter Bergmeister von Neudek
- Anna Gräfin von der Asseburg (1830–1905), Besitzerin der Herrschaft Neudek mit Tüppelsgrün und der Herrschaft Bělohrad
- Wenzel Kuhn (1854–1933), österreichischer Politiker der Christlichsozialen Partei (CSP)
- Friedrich Graf von der Asseburg (1861–1940), preußischer Major und Kammerherr, Besitzer der Burg Falkenstein im Harz
- Klara Krall geb. Neudert (1889–1943), österreichische Widerstandskämpferin gegen den Nationalsozialismus
- Karl Sladek (1899–1982), Schauspieler, Opernsänger und Theaterregisseur
- Rudolf Schreiber (1907–1954), Universitäts- und Stadtarchivdirektor in Prag und Speyer
- Adolf Kunzmann (1920–1976), sozialer Aktivist und Generalsekretär der Ackermann-Gemeinde
- Heinz Kurt Henisch (1922–2006), Wissenschaftler, Physiker, Fotograf und Autor
- Vladimír Ráž (1923–2000), tschechischer Schauspieler; trat zwischen 1947 und 2000 in über 60 Filmen und Fernsehsendungen auf
- Ewald Körner (1926–2010), Klarinettist und Dirigent
- Heinz Metlitzky (1927–2022), ZDF-Auslandskorrespondent
- Hermann Lorenz (1928–2001), Offizier im Justizvollzugsdienst der DDR und deren letzter Henker
- Herbert Süß (1931–2007), Hauptabteilungsleiter Rechts- und Vertragswesen, DDR-Ministerium für Auswärtige Angelegenheiten
- Dieter Janik (* 1939), Professor für Romanische Philologie an der Johannes Gutenberg-Universität Mainz
- Adolf Ullmann (1942–2014), Lehrer und Verbandsfunktionär
- Ingo Kratisch (* 1945), Kameramann und Filmemacher

## Personen mit Bezug zur Stadt
- Lorenz Schlick (um 1495–1583) böhmischer Adliger, Herr auf Neudek
- Christoph Schürer (1500–1560), Naturwissenschaftler und Glasmacher auf der Eulenhütte
- Friedrich Colonna Freiherr von Fels (um 1575–1614), böhmischer Adliger, Herr auf Neudek
- Hermann Graf Czernin von Chudenitz (1576–1651), böhmischer Diplomat und Soldat, Besitzer der Herrschaft Neudek
- Valentin Löwe (1572–1630), Theologe, Geistlicher und Seelsorger, von 1599 bis 1624 Pfarrer in Neudek
- Anna Barbara Colonna Freiin von Fels (1583–1625), böhmische Adlige, Herrin auf Neudek
- Georg Putz (um 1586–1635), czerninischer Hauptmann der Herrschaft Neudek
- Georg Haslauer von Haslau († 1661), böhmischer Adliger, Herr auf Thierbach
- Balthasar Siegel († 1663), Amtsschreiber und Hauptmann von Neudek
- Lorenz Leiboldt (1597–1671), Stadtrichter, Bürgermeister und herrschaftlicher Amtsverwalter
- Humprecht Johann Graf Czernin von Chudenitz (1628–1682), böhmischer Diplomat und Bauherr, Besitzer der Herrschaft Neudek
- Johann Putz (um 1631–1697), Grenzzolleinnehmer, Stadtkämmerer und Stadtvogt in Platten
- Maximilian Danhammer († 1708), Sakristan, letzter zum Tode verurteilte und öffentlich Hingerichtete in Neudek
- Adam Ludwig von Hartig (1710–1736), Herr auf Gießhübel, Neudek, Schöbernitz und Priesnitz
- Joseph Kunzmann (1814–1873), k. k. Spitzen- und Weißwarenfabrikant in Wien.
- Wenzel Wolfert (1820–1877), Postkutscher, Postillion in Karlsbad, wuchs in Neudek auf
- Johann Heinrich Volkmann (1842–1916), Bremer Kaufmann und Teilhaber der Norddeutschen Wollkämmerei & Kammgarnspinnerei
- Richard Gottlieb Wilhelm Ritter von Doderer (1876–1955), österreichischer Industrieller, Zentraldirektor der Eisenwerke AG Rothau-Neudek
- Gerhard Melcher (* 1908), Landrat (NSDAP)
- Adolf Härtl (1926–1976), deutscher Politiker (SPD)
- Libuše Holečková (1932–2021), tschechische Schauspielerin, starb hier